# António Aldeia
António Aldeia de Carvalho (Vila Nova de Poiares, 2 de Outubro de 1958) é um actor português, responsável pelos carros de cena nas telenovelas da NBP/Plural desde 1993. É por esta razão que faz regularmente o papel de motorista, agente e polícia em telenovelas e séries.
É pai do actor Tiago Aldeia.

## Carreira como actor

### Na televisão
- Amar Demais... Carteiro, TVI 2020
- Crónica dos Bons Malandros... Polícia, RTP 2020
- O Atentado... Taberneiro, RTP 2020
- A Teia... Segurança, TVI 2018
- A Herdeira... Raptor, TVI 2018
- Circo Paraíso... Vítor, RTP 2018
- Onde Está Elisa?... Inspector Vilar, TVI 2016/2017
- A Impostora... Traficante, TVI 2015
- Santa Bárbara... Padre, TVI 2015
- Jardins Proibidos... Zé Maria, TVI 2014
- O Beijo do Escorpião, TVI 2014
- Mundo ao Contrário... Motorista, TVI 2013
- Destinos Cruzados... Presidente Associação Comercial, TVI 2013
- Louco Amor... Alfredo, TVI 2012/2013
- Anjo Meu… Vitalino, TVI 2011
- República… General, RTP 2010
- O Que Se Passou Foi Isto, RTP 2010
- Conexão, TVG e RTP1 2009
- Deixa Que Te Leve… Cassiano, TVI 2009
- Ele é Ela, TVI 2009
- Morangos com Açúcar V, TVI 2008
- Casos da Vida (2008), TVI 2008
- Tempo de Viver... Edmundo, TVI 2006
- O Bando dos Quatro... Tomé, TVI 2006
- Mundo Meu... Motorista, TVI 2005
- Ninguém Como Tu... Inspector, TVI 2005
- Inspector Max II ... Notário, TVI 2005
- Pedro e Inês... Padre, RTP 2005
- Inspector Max I... Vicente, TVI 2004
- O Teu Olhar ... Agente Soares, TVI 2003
- O Crime Não Compensa, SIC 2003
- Amanhecer... Jacinto, TVI 2002-2003
- O Jogo, SIC 2002
- O Último Beijo (telenovela)... Mário, TVI 2002
- Sociedade Anónima... Guarda Prisional, RTP 2001
- Um Estranho em Casa, RTP 2001
- O Processo dos Távoras, RTP 2001
- Super Pai... Vítor, TVI 2001
- Olhos de Água... Adérito (motorista dos Negrão), TVI 2000-2001
- Alves dos Reis... Elias, RTP 2000
- Ajuste de Contas... Ascensão, RTP 2000
- Crianças SOS... Taxista, TVI 2000
- Conde de Abranhos... Delegado, RTP 2000
- Con(s)certos na Cave... Mecânico, RTP 1999
- Capitão Roby... Artur, SIC 1999
- A Raia dos Medos, RTP 1999
- Todo o Tempo do Mundo... Taxista, TVI 1999
- Uma Casa em Fanicos... Detective, RTP 1999
- Esquadra de Polícia... Agente Rui, RTP 1998-1999
- Médico de Família (série)... Taxista, SIC 1998
- Os Lobos... Chagas, RTP 1998
- Terra Mãe... Inspector Aldeia, RTP 1998
- A Grande Aposta... Motorista de Luísa, RTP 1997
- Filhos do Vento... Pedinte, RTP 1997
- Polícias... Motorista, RTP 1996
- Vidas de Sal... Agente da PJ, RTP 1996
- Primeiro Amor... Adelino, RTP 1995/1996
- Nico D'Obra... Gangster, RTP 1995
- Roseira Brava... Guarda Ramalho, RTP 1995
- Desencontros... Guarda Prisional, RTP 1995 (actor e assistente de produção)
- Nico D'Obra... Revisor, RTP 1994
- Na Paz dos Anjos... Raptor, RTP 1994
- Verão Quente... Capanga de Carlinhos, RTP 1993 (actor e assistente de produção)
- Telhados de Vidro, TVI 1993
- Cinzas... Agente Campos, RTP 1992
- Crónica do Tempo... Polícia, RTP 1992
- A Árvore... Encenador, RTP 1991
- A Grande Mentira... Barman, RTP 1990
- Euronico... Várias personagens, RTP 1990
- O Cacilheiro do Amor, RTP 1990
- O Posto... Polícia, RTP 1989
- Ricardina e Marta... Mensageiro, RTP 1989
- Passerelle... Chouriço, RTP 1988
- Os Homens da Segurança, RTP 1988
- Palavras Cruzadas... Capanga de Osvaldo, RTP 1986
- Origens... Polícia, RTP 1983
- Vila Faia... Sobrinho da Ti Ermelinda, RTP 1982

### No cinema
- O Pátio das Cantigas, de Leonel Vieira, 2014
- A Teia de Gelo, de Nicolau Breyner, 2011
- Conexão, de Leonel Vieira, 2009